# Ahun

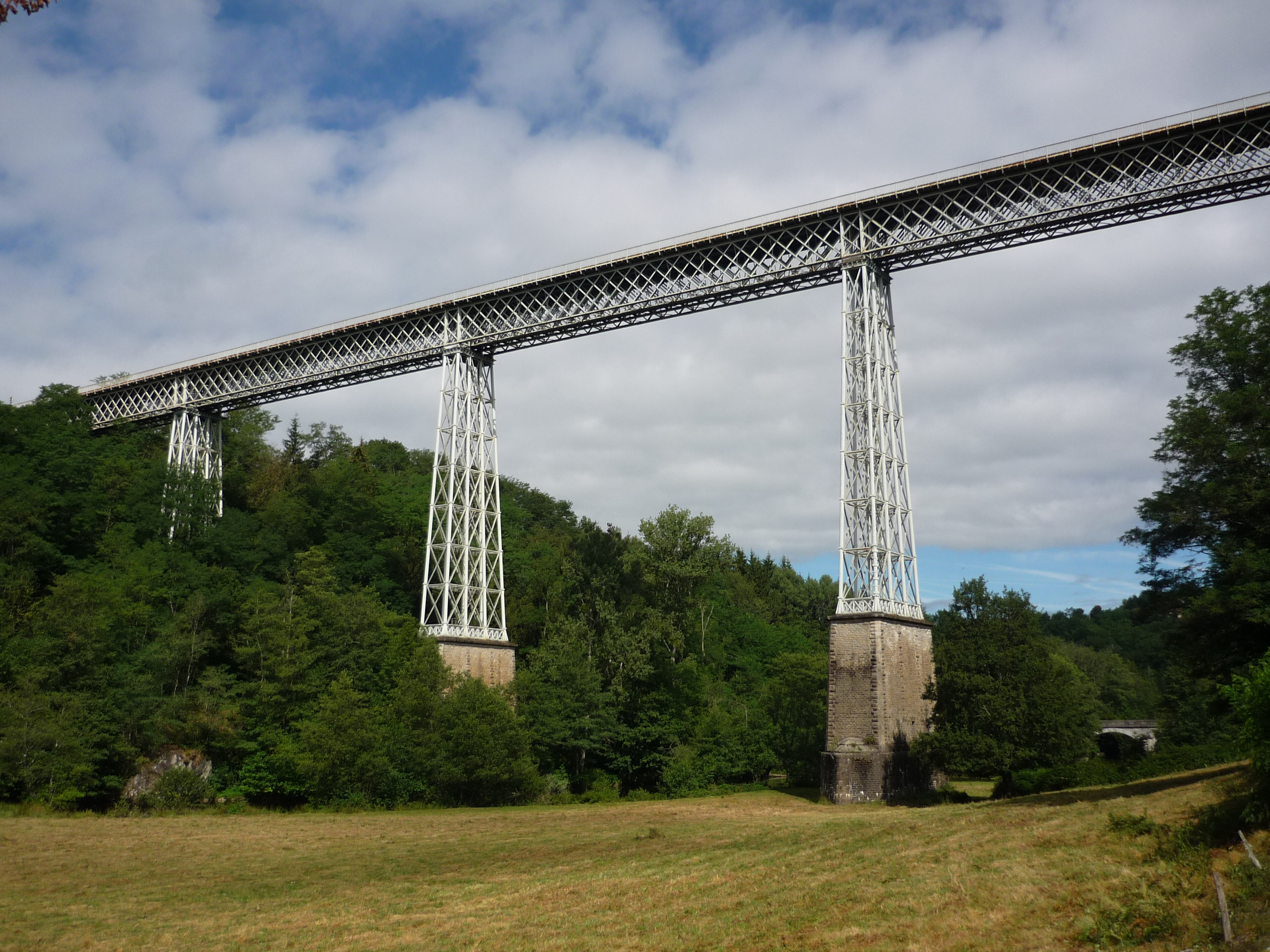
Wiadukt kolejowy w gminie Ahun (2010)

Ahun – miejscowość i gmina we Francji, w regionie Nowa Akwitania, w departamencie Creuse.
Według danych na rok 1990 gminę zamieszkiwało 1481 osób, a gęstość zaludnienia wynosiła 44 osoby/km² (wśród 747 gmin Limousin Ahun plasuje się na 71. miejscu pod względem liczby ludności, natomiast pod względem powierzchni na miejscu 133.).

## Populacja

Populacja Ahun w latach 1962–2008